# Hallenradsport-Weltmeisterschaften/Radball der Männer
Das Radball-Turnier der Männer ist ein Wettbewerb bei den Hallenradsport-Weltmeisterschaften. Es wird seit 1930 ausgetragen und ist damit der älteste Wettbewerb dieser Veranstaltungen.
Die Weltmeisterschaften im Radball wurden auf Antrag des Bunds Deutscher Radfahrer eingerichtet. Bereits seit 1927 hatte es Europameisterschaften genannte Wettkämpfe gegeben. Die Wettkämpfe fanden seit 1930 jedes Jahr statt, ausgenommen während des Zweiten Weltkriegs sowie 2020 infolge der Corona-Pandemie.
Wie bei den anderen UCI-Weltmeisterschaften treten auch bei der Radball-WM die Teilnehmer für ihren nationalen Radsportverband an. Pro Verband ist nur ein Team zugelassen. Im Jahr 1930 nahmen als einzige Ausnahme zwei deutsche Teams teil. Rekordsieger sind die Gebrüder Pospíšil aus der Tschechoslowakei mit 20 Titeln; sie sind damit die erfolgreichsten WM-Teilnehmer der Radsport-Geschichte.

## Beteiligung
Frankreich und die Schweiz haben sich seit 1930 an jedem Turnier beteiligt. Auch Deutschland war bei jeder Gelegenheit dabei, abgesehen von 1946 bis 1950, wo es ausgeschlossen war. Über 70 Beteiligungen weisen Belgien, Österreich und Tschechien (mit Tschechoslowakei) auf; die sechs genannten  Länder bilden die „Stammbesetzung“ der Gruppe A. Von den außereuropäischen Nationen waren Japan, Malaysia und Hongkong seit den 1970er bzw. 1980er Jahren fast jedes Mal mit von der Partie. Mit Australien, Kanada, den Vereinigten Staaten sowie Ghana waren auch die anderen Kontinentalverbände der UCI mindestens einmal beteiligt.
Insgesamt waren im Laufe der Zeit etwa 30 heutige Länder in den Radball-Turnieren vertreten, dazu die der DDR, des Saarlands (1952–1955), Jugoslawiens und der Tschechoslowakei. Liechtenstein beteiligte sich von 2017 bis 2019. Luxemburg richtete 1952 die Radball-WM aus, war aber noch nie selbst vertreten.
Die Rekordzahl von 16 Teilnehmerländern wurde 1988–1990 und nochmals 2005 erreicht.

## Modus
Das Radball-Turnier wird im Gruppenmodus „Jeder gegen Jeden“ abgehalten, mit drei Punkten pro Sieg und einem Punkt pro Unentschieden. Seit 1972 spielen die sechs besten Nationen des Vorjahres der Gruppe A, die anderen Teams in der Gruppe B. Je nach Beteiligung gab es auch eine Gruppe C, zuletzt war dies 2007 der Fall. Die Drei-Punkte-Regel wurde 2004 eingeführt, zuvor gab es zwei Punkte für einen Sieg.
Bis einschließlich 1998 war das Klassement der Gruppenspiele zugleich das Endklassement. Die beste Mannschaft der Gruppe B stieg auf, die schlechteste der Gruppe A ab. Die Ermittlung des Weltmeisters sowie die Auf- und Abstiegsregeln änderten sich danach mehrfach. Im derzeitigen, seit 2015 gültigen Modus spielt das schlechteste Team der Gruppe A eine Relegation gegen das beste Team der Gruppe B um den Auf- bzw. Abstieg. Die fünf besten Mannschaften spielen in einem modifizierten K.-o.-System um den Titel.

## Sechser-Rasenradball
Neben dem heute üblichen Zweier-Hallenradball wurde 1930 auch Sechser-Rasenradball Weltmeisterschaftsdisziplin. Über diesen Wettbewerb ist bekannt, dass er 1930 in Antwerpen ausgetragen wurde, wo Frankreich vor Deutschland den Titel holte. Deutschland war in diesem Turnier durch die Mannschaft des RV Wanderlust 05 Frankfurt vertreten, die später dreimal Weltmeister wurde. 1931 fand das Turnier wie das im Zweier-Radball während der Hyspa-Messe in Bern statt, Deutschland gewann. In der WM-Medaillenliste des Schweizer Radsportverbands findet diese Silbermedaille allerdings keine Erwähnung. 1932, 1934 und 1935 gingen die Titel an Deutschland, 1933 an die Schweiz, vertreten durch den RV Stadt Winterthur. Nach dem Zweiten Weltkrieg fanden keine WM-Wettkämpfe im Sechser-Radball mehr statt.

## Siegerliste
| Jahr      | Austragungsort                      | Gold                                   | Silber                                | Bronze                                |
| --------- | ----------------------------------- | -------------------------------------- | ------------------------------------- | ------------------------------------- |
| 1930      | Leipzig                             | Karl Berndt Willi Scheibe              | Georg Grebe Otto Pantle               | Charles Weichert Phillipe Weichert    |
| 1931      | Bern                                | Wilhelm Schreiber Eugen Blersch        | Walter Osterwalder Walter Gabler      | Charles Weichert Phillipe Weichert    |
| 1932      | Straßburg                           | Wilhelm Schreiber Eugen Blersch        | Walter Osterwalder Walter Gabler      | Ernest Heitz René Heitz               |
| 1933      | Paris                               | Wilhelm Schreiber Eugen Blersch        | Walter Osterwalder Walter Gabler      | Charles Weichert Phillipe Weichert    |
| 1934      | Leipzig                             | Wilhelm Schreiber Eugen Blersch        | Walter Osterwalder Walter Gabler      | Charles Weichert Phillipe Weichert    |
| 1935      | Antwerpen                           | Wilhelm Schreiber Eugen Blersch        | Walter Osterwalder Walter Gabler      | Charles Weichert Phillipe Weichert    |
| 1936      | Zürich                              | Gustav Köping Eugen Blersch            | Walter Osterwalder Walter Gabler      | Charles Weichert Phillipe Weichert    |
| 1937      | Wien                                | Wilhelm Schreiber Eugen Blersch        | Walter Osterwalder Walter Gabler      | Charles Weichert Phillipe Weichert    |
| 1938      | Straßburg                           | Gustav Köping Karl Schäfter            | Walter Osterwalder Walter Gabler      | Auguste Ferrand Alfred Doell          |
| 1939–1945 | 1939–1945                           | nicht ausgetragen (Zweiter Weltkrieg)  | nicht ausgetragen (Zweiter Weltkrieg) | nicht ausgetragen (Zweiter Weltkrieg) |
| 1946      | Zürich                              | Walter Osterwalder Walter Gabler       | Auguste Ferrand Alfred Doell          | Jaroslav Novák Jan Novák              |
| 1947      | Paris                               | Walter Osterwalder Jakob Engler        | František Sedláček Bohumil Daneš      | Jozef Rogghe Gaston Devos             |
| 1948      | Prag                                | František Sedláček Bohumil Daneš       | Walter Gebs Ottavio Zollet            | Marcel Amann Georges Ertz             |
| 1949      | Kopenhagen                          | Walter Gebs Ottavio Zollet             | Auguste Ferrand Georges Ertz          | František Sedláček Bohumil Daneš      |
| 1950      | Lüttich                             | Walter Osterwalder Rudolf Breitenmoser | Marcel Amann Georges Ertz             | Gustaaf Tack Alfons Bultynck          |
| 1951      | Mailand                             | Walter Osterwalder Rudolf Breitenmoser | Willi Pensel Rudi Pensel              | Marcel Amann Auguste Ferrand          |
| 1952      | Bad Mondorf                         | Walter Osterwalder Rudolf Breitenmoser | Willi Pensel Rudi Pensel              | Marcel Amann Auguste Ferrand          |
| 1953      | Zürich                              | Walter Osterwalder Rudolf Breitenmoser | Willi Pensel Rudi Pensel              | František Sedláček Jaroslav Novák     |
| 1954      | Köln                                | Fritz Flachsmann Rudolf Breitenmoser   | Willi Pensel Rudi Pensel              | František Sedláček Jaroslav Novák     |
| 1955      | Mailand                             | Willi Pensel Rudolf Pensel             | František Sedláček Jaroslav Novák     | Fritz Flachsmann Ottavio Zollet       |
| 1956      | Kopenhagen                          | Walter Osterwalder Rudolf Breitenmoser | Willi Pensel Rudi Pensel              | František Sedláček Jaroslav Novák     |
| 1957      | Lüttich                             | Willi Pensel Rudi Pensel               | Walter Gebs Ottavio Zollet            | Gerd Martin Gerhard Degenkolb         |
| 1958      | Karl-Marx-Stadt                     | Gerd Martin Gerhard Degenkolb          | Georges Lienhard Rudolf Breitenmoser  | Jean Wolff René Boeglin               |
| 1959      | Stuttgart                           | Karl Buchholz Oskar Buchholz           | Heinz Schneider Gerhard Landmann      | Zdeněk Birma Lubomír Špachmann        |
| 1960      | Mülhausen                           | Adolf Oberhänsli Erwin Oberhänsli      | Jean Wolff René Boeglin               | Theo Drzewicki Erhard Stübner         |
| 1961      | St. Gallen                          | Karl Buchholz Oskar Buchholz           | Gerd Martin Gerhard Degenkolb         | Jindřich Pospíšil Jaroslav Svoboda    |
| 1962      | Wien                                | Karl Buchholz Oskar Buchholz           | Jindřich Pospíšil Jaroslav Svoboda    | Georges Lienhard Rudolf Breitenmoser  |
| 1963      | Basel                               | Karl Buchholz Oskar Buchholz           | Adolf Oberhänsli Erwin Oberhänsli     | Dieter Stolze Hans Stolze             |
| 1964      | Kopenhagen                          | Karl Buchholz Oskar Buchholz           | Jan Pospíšil Jindřich Pospíšil        | Jean Wolff René Boeglin               |
| 1965      | Prag                                | Jan Pospíšil Jindřich Pospíšil         | Gerd Martin Erich Dusin               | Werner Wenzel Günter Bittendorf       |
| 1966      | Köln                                | Gerd Martin Erich Dusin                | Werner Wenzel Günter Bittendorf       | Jan Pospíšil Jindřich Pospíšil        |
| 1967      | Baden                               | Werner Wenzel Günter Bittendorf        | Jan Pospíšil Jindřich Pospíšil        | Erich Emde Erich Dusin                |
| 1968      | Kassel                              | Jan Pospíšil Jindřich Pospíšil         | Dieter Stolze Hans Stolze             | Werner Wenzel Günter Bittendorf       |
| 1969      | Erfurt                              | Jan Pospíšil Jindřich Pospíšil         | Wolfgang Flackus Klaus Bernais        | Erich Emde Erich Dusin                |
| 1970      | Ostrau                              | Jan Pospíšil Jindřich Pospíšil         | Wolfgang Flackus Klaus Bernais        | Paul Oberhänsli Georg Meile           |
| 1971      | Baden                               | Jan Pospíšil Jindřich Pospíšil         | Wolfgang Flackus Klaus Bernais        | Peter Tschopp Bruno Moser             |
| 1972      | Offenburg                           | Jan Pospíšil Jindřich Pospíšil         | Wolfgang Flackus Klaus Bernais        | Jörg Osterwalder Hanspeter Maurer     |
| 1973      | Wien                                | Jan Pospíšil Jindřich Pospíšil         | Wolfgang Flackus Klaus Bernais        | Peter Tschopp Remo Stübi              |
| 1974      | Heerlen                             | Jan Pospíšil Jindřich Pospíšil         | Wolfgang Flackus Klaus Bernais        | Paul Oberhänsli Georg Meile           |
| 1975      | Gent                                | Jan Pospíšil Jindřich Pospíšil         | Wolfgang Flackus Klaus Bernais        | Paul Oberhänsli Georg Meile           |
| 1976      | Münster                             | Jan Pospíšil Jindřich Pospíšil         | Wolfgang Flackus Klaus Bernais        | Paul Oberhänsli Georg Meile           |
| 1977      | Brünn                               | Jan Pospíšil Jindřich Pospíšil         | Hartmut Retlaff Rainer Will           | Beat Weber Bruno Moser                |
| 1978      | Herning                             | Jan Pospíšil Jindřich Pospíšil         | Paul Oberhänsli Georg Meile           | Erwin Schmitt Klaus Schneider         |
| 1979      | Schiltigheim                        | Jan Pospíšil Jindřich Pospíšil         | Paul Oberhänsli Jörg Osterwalder      | Eric Tack Daniel van der Velde        |
| 1980      | Rheinfelden                         | Jan Pospíšil Jindřich Pospíšil         | Paul Oberhänsli Jörg Osterwalder      | Hartmut Retzlaff Thomas Steinmeier    |
| 1981      | Heerlen                             | Jan Pospíšil Jindřich Pospíšil         | Paul Oberhänsli Jörg Osterwalder      | Erwin Schmitt Klaus Schneider         |
| 1982      | Wiesbaden                           | Andreas Steinmeier Thomas Steinmeier   | Jan Pospíšil Jindřich Pospíšil        | Markus Foi Luigi Foi                  |
| 1983      | Wien                                | Andreas Steinmeier Thomas Steinmeier   | Jan Pospíšil Jindřich Pospíšil        | Peter Kern Martin Zinser              |
| 1984      | Schiltigheim                        | Jan Pospíšil Jindřich Pospíšil         | Paul Oberhänsli Jörg Osterwalder      | Andreas Steinmeier Thomas Steinmeier  |
| 1985      | St. Gallen                          | Jan Pospíšil Jindřich Pospíšil         | Andreas Steinmeier Thomas Steinmeier  | Paul Oberhänsli Jörg Osterwalder      |
| 1986      | Genk                                | Jan Pospíšil Jindřich Pospíšil         | Jürgen King Werner King               | Peter Kern Martin Zinser              |
| 1987      | Herning                             | Jan Pospíšil Jindřich Pospíšil         | Jürgen King Werner King               | Andreas Bösch Manfred Schneider       |
| 1988      | Ludwigshafen                        | Jan Pospíšil Jindřich Pospíšil         | Frank Müller Manfred Geiler           | Andreas Bösch Gernot Fontain          |
| 1989      | Heerlen                             | Miroslav Berger Miroslav Kratochvíl    | Jürgen King Werner King               | Andreas Bösch Manfred Schneider       |
| 1990      | Bregenz                             | Andreas Steinmeier Thomas Steinmeier   | Miroslav Berger Miroslav Kratochvíl   | Alfred Metzger Urs Suter              |
| 1991      | Brünn                               | Jürgen King Werner King                | Peter Kern Marcel Bosshart            | Luc Mottet Rudy Covent                |
| 1992      | Zürich                              | Jürgen King Werner King                | Peter Kern Marcel Bosshart            | Miroslav Berger Miroslav Kratochvíl   |
| 1993      | Hongkong                            | Peter Kern Marcel Bosshart             | Marco Schallert Reinhard Schneider    | Jürgen King Werner King               |
| 1994      | Saarbrücken                         | Jürgen King Werner King                | Miroslav Berger Miroslav Kratochvíl   | Peter Kern Marcel Bosshart            |
| 1995      | Épinal                              | Peter Kern Marcel Bosshart             | Miroslav Berger Miroslav Kratochvíl   | Luc Mottet Rudy Covent                |
| 1996      | Johor Bahru                         | Peter Kern Marcel Bosshart             | Michael Lomuscio Sandro Lomuscio      | Rudolf Böhm Herbert Pischl            |
| 1997      | Winterthur                          | Peter Kern Marcel Bosshart             | Pavel Šmíd Oldřich Groch              | Andreas Bösch Gernot Fontain          |
| 1998      | Přerov                              | Jörg Latzel Karsten Hormann            | Miroslav Berger Miroslav Kratochvíl   | Marco Schallert Dietmar Schneider     |
| 1999      | Madeira                             | Christoph Hauri Peter Jiricek          | Marco Schallert Dietmar Schneider     | Pavel Šmíd Petr Skotak                |
| 2000      | Böblingen                           | Michael Lomuscio Sandro Lomuscio       | Hanspeter Flachsmann Peter Jiricek    | Marco Schallert Dietmar Schneider     |
| 2001      | Kaseda                              | Michael Lomuscio Sandro Lomuscio       | Marco Schallert Dietmar Schneider     | Pavel Šmíd Petr Skotak                |
| 2002      | Dornbirn                            | Paul Looser Peter Jiricek              | Marco Schallert Reinhard Schneider    | Pavel Šmíd Petr Skotak                |
| 2003      | Schiltigheim                        | Miroslav Berger Jiří Hrdlička          | Paul Looser Peter Jiricek             | Andreas Lubetz Reinhard Schneider     |
| 2004      | Tata                                | Pavel Šmíd Petr Skotak                 | Paul Looser Peter Jiricek             | Simon König Dietmar Schneider         |
| 2005      | Freiburg                            | Mike Pfaffenberger Steve Pfaffenberger | Miroslav Berger Jiří Hrdlička         | Simon König Dietmar Schneider         |
| 2006      | Chemnitz                            | Christian Hess Thomas Abel             | Jiří Böhm Jiří Hrdlička               | Simon König Dietmar Schneider         |
| 2007      | Winterthur                          | Christian Hess Thomas Abel             | Martin Lingg Markus Bröll             | Timo Reichen Peter Jiricek            |
| 2008      | Dornbirn                            | Radim Hason Jiří Hrdlička              | Christian Hess Thomas Abel            | Simon König Dietmar Schneider         |
| 2009      | Tavira                              | Marcel Waldispühl Peter Jiricek        | Uwe Berner Matthias König             | Simon König Dietmar Schneider         |
| 2010      | Stuttgart                           | Uwe Berner Matthias König              | Marcel Waldispühl Peter Jiricek       | Patrick Schnetzer Dietmar Schneider   |
| 2011      | Kagoshima                           | Patrick Schnetzer Dietmar Schneider    | Roman Schneider Dominik Planzer       | Roman Müller Marco Rossmann           |
| 2012      | Aschaffenburg                       | Roman Schneider Dominik Planzer        | Patrick Schnetzer Dietmar Schneider   | Jens Krichbaum Marco Rossmann         |
| 2013      | Basel                               | Patrick Schnetzer Markus Bröll         | Jens Krichbaum Marco Rossmann         | Roman Schneider Dominik Planzer       |
| 2014      | Brünn                               | Patrick Schnetzer Markus Bröll         | Roman Schneider Dominik Planzer       | Pavel Šmíd Petr Skotak                |
| 2015      | Johor Bahru                         | Patrick Schnetzer Markus Bröll         | Roman Schneider Dominik Planzer       | Benjamin Meyer Quentin Seyfried       |
| 2016      | Stuttgart                           | Patrick Schnetzer Markus Bröll         | Roman Schneider Dominik Planzer       | Gerhard Mlady Bernd Mlady             |
| 2017      | Dornbirn                            | Gerhard Mlady Bernd Mlady              | Patrick Schnetzer Markus Bröll        | Roman Schneider Dominik Planzer       |
| 2018      | Lüttich                             | Patrick Schnetzer Markus Bröll         | Gerhard Mlady Bernd Mlady             | Roman Schneider Paul Looser           |
| 2019      | Basel                               | Patrick Schnetzer Markus Bröll         | Gerhard Mlady Bernd Mlady             | Jiří Hrdlička Pavel Loskot            |
| 2020      | nicht ausgetragen (Corona-Pandemie) | nicht ausgetragen (Corona-Pandemie)    | nicht ausgetragen (Corona-Pandemie)   | nicht ausgetragen (Corona-Pandemie)   |
| 2021      | Stuttgart                           | Gerhard Mlady Bernd Mlady              | Benjamin Waibel Severin Waibel        | Patrick Schnetzer Stefan Feurstein    |
| 2022      | Gent                                | Patrick Schnetzer Stefan Feurstein     | Gerhard Mlady Bernd Mlady             | Benjamin Waibel Severin Waibel        |
| 2023      | Glasgow                             | Raphael Kopp André Kopp                | Yannick Fröhlich Timon Fröhlich       | Patrick Schnetzer Stefan Feurstein    |
| 2024      | Bremen                              | Raphael Kopp Bernd Mlady               | Patrick Schnetzer Stefan Feurstein    | Severin Waibel Jon Müller             |

## Medaillenspiegel

### Nach Teilnehmern
Die folgende Tabelle gibt die Teilnehmer wieder, die mindestens drei Weltmeistertitel errungen haben. Die Spalten „von“ und „bis“ geben den Zeitraum an, in dem sie ihre Medaillen gewonnen haben.
| Platz | Name                | von  | bis  | Gold | Silber | Bronze | Gesamt |
| ----- | ------------------- | ---- | ---- | ---- | ------ | ------ | ------ |
| 1     | Jindřich Pospíšil   | 1961 | 1988 | 20   | 5      | 2      | 27     |
| 2     | Jan Pospíšil        | 1964 | 1988 | 20   | 4      | 1      | 25     |
| 3     | Patrick Schnetzer   | 2010 | 2024 | 8    | 3      | 3      | 12     |
| 4     | Walter Osterwalder  | 1931 | 1956 | 7    | 8      | 0      | 15     |
| 5     | Eugen Blersch       | 1931 | 1937 | 7    | 0      | 0      | 7      |
| 6     | Markus Bröll        | 2007 | 2019 | 6    | 2      | 0      | 8      |
| 7     | Rudolf Breitenmoser | 1950 | 1962 | 6    | 1      | 1      | 8      |
| 8     | Wilhelm Schreiber   | 1931 | 1937 | 6    | 0      | 0      | 6      |
| 9     | Karl Buchholz       | 1959 | 1964 | 5    | 0      | 0      | 5      |
| 9     | Oskar Buchholz      | 1959 | 1964 | 5    | 0      | 0      | 5      |
| 11    | Peter Kern          | 1983 | 1997 | 4    | 2      | 3      | 9      |
| 12    | Marcel Bosshart     | 1991 | 1997 | 4    | 2      | 1      | 7      |
| 13    | Peter Jiricek       | 1999 | 2010 | 3    | 4      | 1      | 8      |
| 14    | Jürgen King         | 1986 | 1994 | 3    | 3      | 1      | 7      |
| 14    | Werner King         | 1986 | 1994 | 3    | 3      | 1      | 7      |
| 14    | Bernd Mlady         | 2016 | 2024 | 3    | 3      | 1      | 7      |
| 17    | Thomas Steinmeier   | 1980 | 1990 | 3    | 1      | 2      | 6      |
| 18    | Andreas Steinmeier  | 1982 | 1990 | 3    | 1      | 1      | 5      |

### Nach Ländern
| Platz  | Land             | Gold | Silber | Bronze | Gesamt |
| ------ | ---------------- | ---- | ------ | ------ | ------ |
| 1      | Deutschland      | 34   | 28     | 11     | 73     |
| 2      | Tschechoslowakei | 22   | 8      | 9      | 39     |
| 3      | Schweiz          | 18   | 29     | 22     | 69     |
| 4      | Österreich       | 8    | 8      | 16     | 32     |
| 5      | Tschechien       | 3    | 6      | 5      | 14     |
| 6      | DDR              | 2    | 4      | 4      | 10     |
| 7      | Frankreich       | 0    | 4      | 15     | 19     |
| 8      | Belgien          | 0    | 0      | 5      | 5      |
| Gesamt | Gesamt           | 87   | 87     | 87     | 261    |

1. ↑  soweit durch den Bund Deutscher Radfahrer vertreten